# Nadabe (filho de Jeroboão)
Nadabe ou Nadab (em hebraico significa "liberal" ou "bem disposto"), filho de Jeroboão I, tornou-se no segundo rei de Israel por volta de 913 a.C., segundo algumas cronologias (I Reis 14:20). Foi o último Rei da dinastia II de Israel.
Durante o cerco a Gibetom, uma cidade ao sul de Dã, (Josué 19:44) Baasa conspirou contra ele e o assassinou (I Reis 15:25-28), após este ter reinado por dois anos. A morte de Nadabe foi seguida pela de todos de sua casa, e desse modo a grande família Jeroboão foi extinta (I Reis 15:29). 